# Vasile Kadar
Vasile Kadar (1931 – 1994) è stato un cestista, allenatore di pallacanestro e arbitro di pallacanestro rumeno.

## Carriera
Con la Romania disputò due edizioni dei Campionati europei (1953, 1955).